# George Baldessin
George Baldessin, né le 19 mai 1939 à San Biagio di Callalta (Vénétie) et mort le 9 août 1978 à Heidelberg (Victoria), est un artiste italo-australien.

## Biographie
George Baldessin naît le 19 mai 1939 à San Biagio di Callalta.
Après avoir passé son enfance en Italie, il s'installe en Australie en 1949. De 1958 à 1961, il étudie à l'Institut royal de technologie de Melbourne. En 1962, il se rend à Londres, où il étudie la gravure à la Chelsea School of Arts. 
En 1963 il est l'élève du sculpteur Marino Marini à l'Académie des beaux-arts de Brera.
Il est surtout connu comme sculpteur et artiste graphique.
Il épouse Shirley Anne ('Tess') Edwards en 1971 et le couple a deux enfants. Il vit à St Andrews (Victoria).
George Baldessin meurt le 9 août 1978 à Heidelberg des suites de ses blessures lors d'un accident de voiture.